# Friedrich Habicht
Friedrich Theophil Habicht (* 9. Dezember 1803 in Engelrod; † 25. August 1876 in Bad Ems) war ein hessischer Likörfabrikant und Politiker und Abgeordneter der 2. Kammer der Landstände des Großherzogtums Hessen.
Friedrich Habicht war der Sohn des Landwirts und Bürgermeisters Christian Ludwig Habicht (1773–1856) und dessen Ehefrau Anna Katharina, geborene Franck. Habicht, der evangelischen Glaubens war, heiratete Anna Maria geborene Noß. Er war Ökonom und Posthalter in Engelrod und Gründer der dortigen Likörfabrik.
Von 1862 bis 1866 und erneut 1872–1876 gehörte er der Zweiten Kammer der Landstände an. Er wurde für den Wahlbezirk Oberhessen 7 bzw. 10/Herbstein gewählt. Er vertrat liberal-konservative Positionen.